# Metaxismo

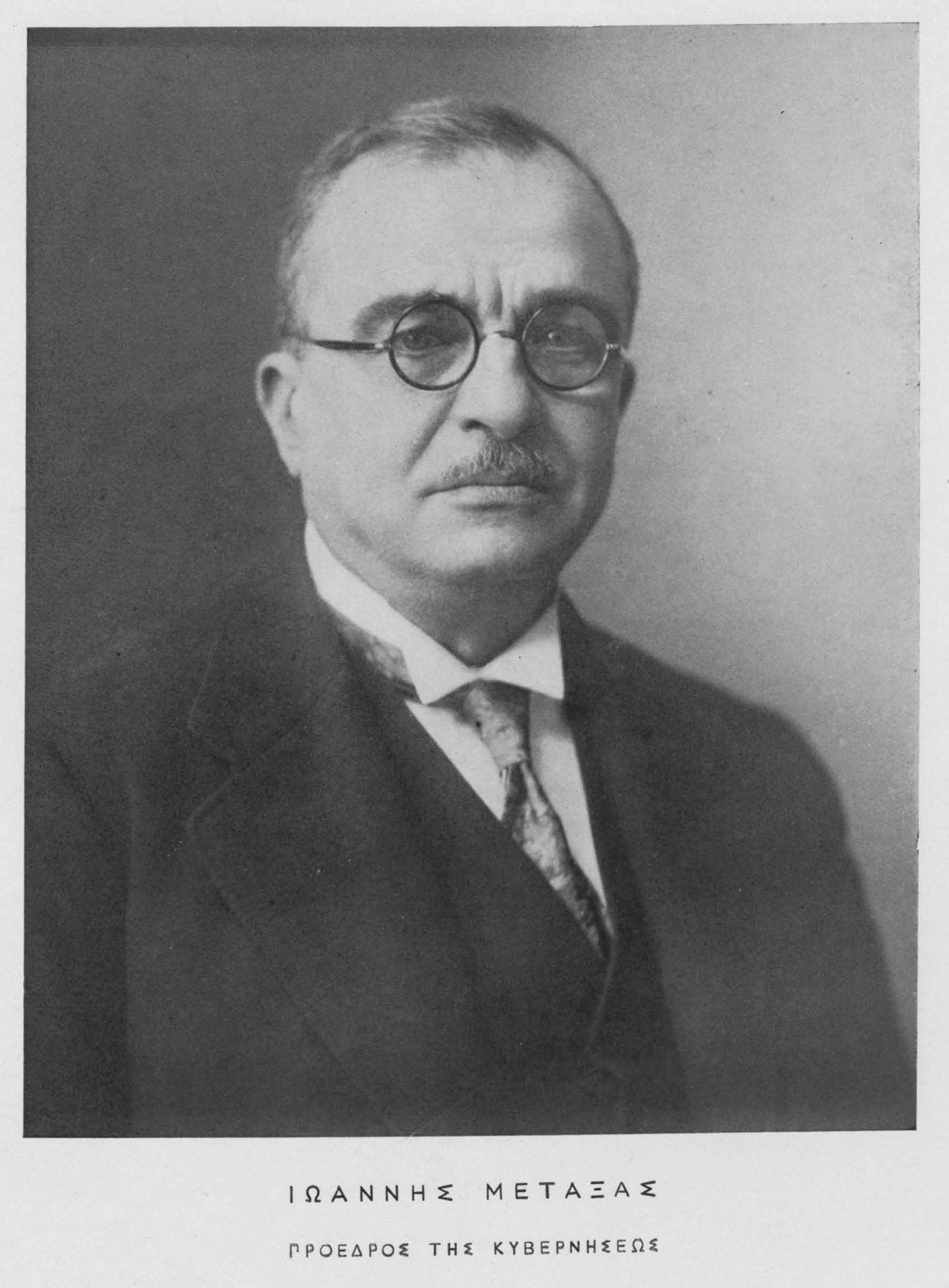
Ioannis Metaxas, primo ministro e dittatore greco dal 1936 al 1941

Il metaxismo è una ideologia nazionalista e autoritaria solitamente associata al dittatore greco Ioannis Metaxas e trovò applicazione nel regime del 4 agosto. Si pone come obiettivo la rigenerazione della nazione greca e la creazione di una Grecia moderna, culturalmente omogenea.

## Caratteristiche

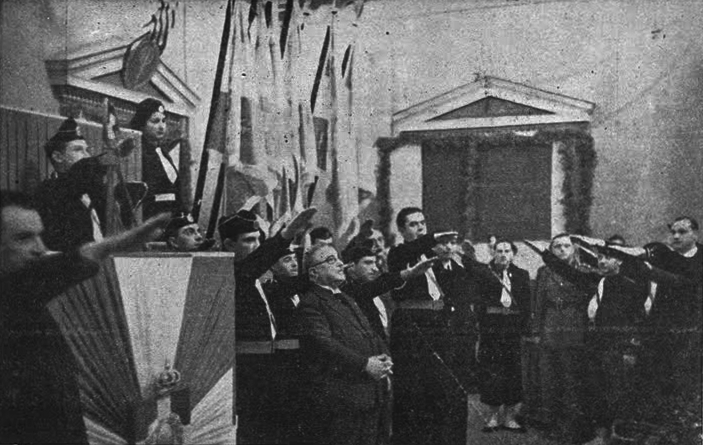
Ioannis Metaxas (al centro, con gli occhiali) insieme ad alcuni membri dell'Organizzazione Giovanile Greca che eseguono il saluto fascista.

Il metaxismo considera il liberalismo e l'individualismo come la causa della degenerazione culturale e ritiene che gli interessi individuali dei cittadini debbano essere subordinati a quelli dello stato cercando in questo di mobilitare il popolo greco al fine di costituire una "nuova Grecia". Secondo Metaxas, il proprio regime detto "regime del 4 agosto" (1936–1941) rappresenterebbe la "terza civiltà greca" che basandosi su una società culturalmente purificata trarrebbe spunto dal militarismo dell'antico Regno di Macedonia e della città-Stato di Sparta, la "prima civiltà greca"; e l'etica cristiana ortodossa dell'Impero bizantino, la "seconda civiltà greca".
Il regime di Metaxas considerava veri greci solo quelli che erano etnicamente greci e cristiani, intendendo escludere deliberatamente albanesi, slavi e turchi, che, essendo residenti in Grecia, avevano la cittadinanza greca.
Anche se il governo di Metaxas e la sua dottrina politica sono spesso descritti come fascisti, da alcuni è invece considerata una dittatura autoritario-conservatrice simile alla Spagna di Francisco Franco o al Portogallo di António de Oliveira Salazar.
Il governo metaxista faceva derivare la sua autorità dell'establishment conservatore e le sue dottrine sono principalmente sostenute dalle istituzioni tradizionali come la Chiesa greco-ortodossa e la reazionaria monarchia greca, cose che mancavano invece nel radicamento che avevano altre ideologie come il fascismo italiano e tedesco. La dottrina Metaxista è caratteristica del partito politico di Metaxas, del Partito della Libera Opinione e del "Regime del 4 agosto".

## Partiti metaxisti oggi
Alba Dorata (Sciolto)

## Basi ideologiche
- Monarchia: L'istituto monarchico è considerato un pilastro dell'unità nazionale.
- Anticomunismo: Il metaxismo era molto ostile ai partiti di sinistra e/o comunisti
- Antiparlamentarismo: Si considerano le rappresentanze politiche come causa dell'anarchia, divisione e declino economico.
- Nazionalismo: Si promuove la purezza culturale e si punta alla creazione di una nuova "civiltà ellenica".
- Corporativismo.
- Protezionismo: Le politiche economiche del mercato-liberale del vecchio Stato sono considerate fallimentari.